# 150 миллиардов шагов
| Оценки критиков | Оценки критиков |
| Источник        | Оценка          |
| --------------- | --------------- |
| Живой звук      | [ 1 ]           |

150 миллиардов шагов — четвёртый студийный альбом российской рок-группы Tequilajazzz, выпущенный в мае 1999 года.
Основная часть песен была создана в период с начала лета до поздней осени 1998 года. Написаны песни были в перерыве между гастролями и выступлениями на многочисленных фестивалях. Альбом записан в Петербурге, студия «Мелодия» и студия «Добролёт». Запись альбома началась в начале 1999 года. В мае альбом был завершён. Многое, что было начато, но не закончено в «Целлулоиде» нашло своё выражение в новом альбоме.
В 2009 году вышло переиздание альбома с отремастированным звуком. В переиздание входят 2 видеоклипа: «Такая же, как и я» и «Меня здесь нет».

## История создания
В подкасте «Кроме звёзд» Евгений Фёдоров рассказал, что альбом родился под влиянием сильной влюблённости, возникшей после поездки в США. Остроты ситуации добавляло то, что на тот момент Евгений уже был женат, у него была молодая семья. В подкасте Евгений так рассказал про историю создания альбома:
«А потом мы … добрались до Соединённых Штатов Америки, где прокатились тоже с концертами. И я просто абсолютно тупо, как мальчишка влюбился и вернулся в Россию. Девушка осталась у меня за океаном. Тогда передвижение было довольно сложным, визы всё такое. И денег мы не зарабатывали, чтобы летать туда обратно каждый уикенд. И, в общем, каково будет наше следующее свидание, когда они произойдут? Это было что-то такое из разряда фантазий, малосбыточных. В общем, я ходил адский, влюбленный, всеёэто время всё держал, бесконечно созванивался по телефону, тратил адское количество денег на телефонные переговоры. Интернет был не такой, как сейчас — можно в вотсапе позвонить кому угодно. Тогда ещё такого не было. И написал эти песни, и в них просто это всё намешалось. Вот эти два разных города. Один находится по ту сторону океана, а другой вот здесь, тот самый бесконечный в успеваемости. И все эти песни, они посвящены конкретному человеку, в общем то, и не только на этой пластинке, но здесь практически все. Даже фотографию на обложке мы подобрали по принципу отдаленной такой схожести с прототипом… Это любовная пластинка, это, конечно, чувствуется, да и как то замаскировано под какую то общую метафизическую петербургскую дурь очень петербургскую. Где-то больше, где-то меньше… Оно полностью моё какое-то тогдашнее настроение передает. А вот это состояние его невозможно скрыть. Влюбленного человека видно издалека… В общем, я решил, что если быть честным с аудиторией, вообще с самим собой, то не нужно сейчас рядиться в какие-то альтернативно-музыкальные балахоны, а просто петь то, что действительно тебя волнует, и то, что у тебя сейчас на сердце, на душе и так далее. Вот и всё. Вот такая вот пластинка. Мы быстро и очень её сочинили и довольно быстро записали».
Про название альбома и его концепцию:
«Как она родилась, эта вся история. В нынешней политической ситуации это прозвучит довольно странно, потому что просто это сочетание — „150 миллиардов шагов“ — я прочитал у Лукьяненко в какой то книге — то ли Ночной дозор, то ли продолжение „Ночного дозора“. Но мне показалось просто симпатичным словосочетание: не 150 000 километров и все такое, а 150 миллиардов шагов. Думаю: „Классно! Как же по-нашему!“ Это наша поэтика, я прошу прощения за это слово, это вписалось все очень классно. И там об этом я и говорю, что 150 миллиардов шагов. И тогда же я написал письмо по электронной почте Лукьяненко и сказал об этом, что такая фигня, что из вашей книжки почерпнул такую маленькую идею. И мы её использовали. Мы выпускаем альбом, приезжайте на его презентацию, приглашаем. Это как раз был тот концерт в Южном Тушино. Он не пришел. Он сказал, что не смогу прийти, потому что куда то уезжаю. Но в какой то своей следующей книжке он вставил этот момент. Я сам эту книжку не читал. Мне кто-то показал прямо эту страничку, открыл. И я посмотрел — действительно, что герой оказывается в Тушино на презентации альбома группы Текиладжаз. Это было потрясающе, как маленькая городская примета. Он так отплатил за это приглашение. То есть такое алаверды совершил. Интересно это было ещё в старые годы, и никто не знал, как нас разведет сейчас эта история».

## Список композиций
Автор песен — Евгений Фёдоров, кроме отмеченного
1. Первая
2. Такая же, как и я
3. Стратосфера (Евгений Фёдоров, Александр Воронов)
4. Прольюсь (Евгений Фёдоров, Александр Воронов)
5. Ветры лестниц
6. Меня здесь нет
7. Там, где…
8. Кроме звёзд
9. Тени (Евгений Фёдоров, Александр Воронов)
10. Лебединая сталь (Борис Гребенщиков)
11. Тридцать лет тишины
12. Последняя (Евгений Фёдоров, Константин Фёдоров)

## Участники записи
- Евгений Фёдоров — бас, вокалы, гитары, фортепиано, клавишные
- Александр Воронов — барабаны, бэк-вокал
- Константин Фёдоров — гитара, вокалы, клавиши
- Олег Баранов — гитара (4, 7)
- Андрей Алякринский — гитара (2)
- Константин Шумайлов — рояль (8)